# Mottin charentais
 (novembre 2018).
Si vous disposez d'ouvrages ou d'articles de référence ou si vous connaissez des sites web de qualité traitant du thème abordé ici, merci de compléter l'article en donnant les références utiles à sa vérifiabilité et en les liant à la section « Notes et références ».
Pour les articles ayant des titres homophones, voir Motin.
Le mottin charentais (anciennement, crottin charentais) est un fromage au lait de vache entier pasteurisé, à pâte molle et croûte fleurie, double crème, fabriqué à  à Saint-Saviol dans la Vienne. Il est produit toute l'année par Savencia Fromage & Dairy.
Sa forme est cylindrique, d'une hauteur de 4,5 cm pour un diamètre de 8 cm, pour un poids moyen de 200 g. Il est conditionné enveloppé de papier. Il contient 37 % de matière grasse dans le produit fini et 65 % de matière grasse dans le produit déshydraté. C'est un fromage à la croûte duveteuse blanche et à la pâte molle, au goût crémeux.
Il était à l'origine produit dans la région de Surgères par la compagnie Charentes lait depuis 1936.
Il a existé une version au lait de chèvre appelée trottin charentais.

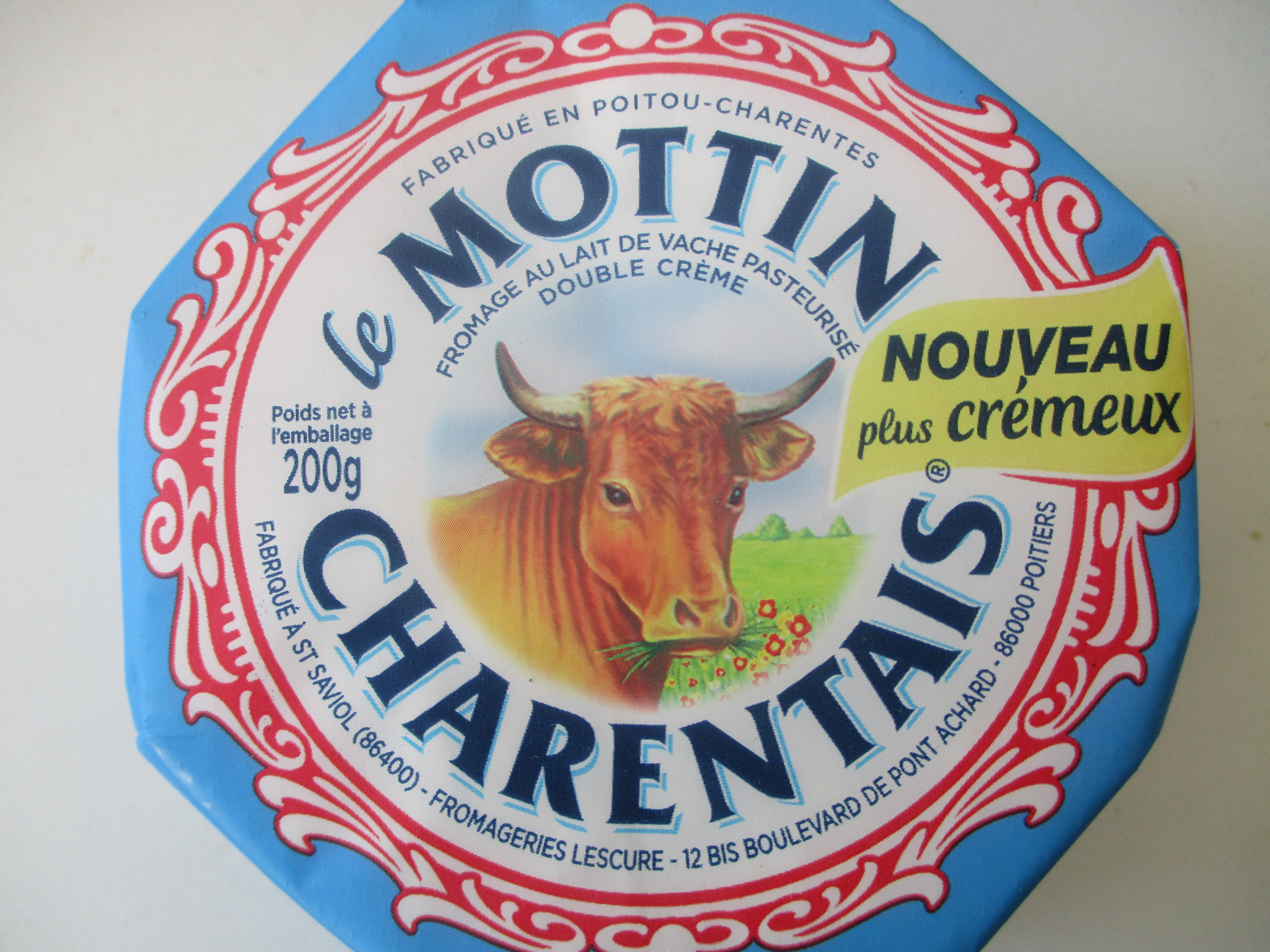
Mottin charentais.